# Arwal (distrikt)
Arwal är ett distrikt i Indien.   Det ligger i delstaten Bihar, i den nordöstra delen av landet, 800 km sydost om huvudstaden New Delhi.